# 47ª Divisione corazzata "Częstochowa"
La 47ª Divisione corazzata "Częstochowa" (in russo 47-я танковая Ченстоховская дивизия?, 47-ja tankovaja Čenstochovskaja divizija, unità militare 45807) è un'unità delle Forze terrestri russe, subordinata alla 1ª Armata corazzata delle guardie del Distretto militare di Mosca e con base a Mulino nell'oblast' di Nižnij Novgorod.

## Storia

### Unione Sovietica
La divisione venne costituita con l'attuale denominazione di 47ª Divisione corazzata il 3 marzo 1942, presso Noginsk, a partire dalla 100ª Brigata corazzata. Venne immediatamente impiegata in battaglia nell'area di Ržev, scontrandosi con le panzer-division delle SS "Totenkopf" e "Leibstandarte SS Adolf Hitler". In seguito ha combattuto nelle file del Fronte nord-occidentale e del Fronte di Voronež. Per i suoi meriti durante la seconda guerra mondiale venne insignita dell'Ordine della Bandiera rossa, dell'Ordine di Kutuzov di II Classe e del titolo onorifico di "Częstochowa" per la conquista della città polacca. Il 4 luglio 1945 il 31º Corpo corazzato di cui la 47ª Divisione faceva parte venne riorganizzato nella 31ª Divisione corazzata (unità militare 16695, successivamente 34931), all'interno della quale la divisione divenne il 100º Reggimento, con base a Chmel'nyc'kyj. Il reggimento prese parte all'invasione della Cecoslovacchia per reprimere la Primavera di Praga del 1968, e in seguito rimase di stanza in Cecoslovacchia con l'intera divisione, venendo schierato presso Frenštát pod Radhoštěm. All'inizio del 1990 fu ritirato in Russia, a Dzeržinsk.

### Federazione Russa
Il 1º luglio 1997 la 31ª Divisione corazzata è stata riorganizzata nella 3ª Divisione fucilieri motorizzata. Nel 2009 la divisione è stata sciolta e il 100º Reggimento è stato utilizzato per costituire la 6ª Brigata corazzata (unità militare 54096).
Nell'agosto del 2014 la brigata è stata impiegata nella guerra del Donbass, dove ha preso parte alla battaglia di Ilovajs'k e perso diversi carri armati e veicoli da combattimento che ne hanno permesso l'identificazione. Durante la ritirata da Ilovajs'k, il 29 agosto i combattenti del Battaglione "Donbass" sono riusciti a distruggere due T-72B3 della brigata e a catturare due soldati, oltre ad altri militari della 31ª Brigata del VDV. Nel febbraio 2015 la brigata ha partecipato alla battaglia di Debal'ceve, azione per la quale alcuni soldati sono stati premiati dal ministro della difesa russo Sergej Šojgu.
Alla fine del 2021 la brigata è stata sciolta, e sulla base dei suoi reparti è stata ricostituita la 47ª Divisione corazzata.

#### Guerra russo-ucraina
Nonostante non fosse ancora a ranghi completi, in quanto inizialmente dotata di un solo reggimento corazzato con battaglioni di fanteria e artiglieria di supporto, la divisione è stata impiegata fin dalle prime fasi dell'invasione russa dell'Ucraina del 2022, avanzando in direzione di Charkiv insieme al resto della 1ª Armata corazzata e subendo diverse perdite nel corso di marzo. Alla fine del mese, in seguito ai contrattacchi ucraini condotti principalmente dalla 93ª Brigata meccanizzata e alla situazione logistica divenuta insostenibile, questo settore del fronte è collassato e le unità russe sono state ritirate nell'oblast' di Kursk. I coscritti in servizio nel 26º Reggimento corazzato si sono rifiutati di tornare a combattere in Ucraina e hanno chiesto di rescindere i loro contratti. L'intelligence ucraina ha riportato che circa 600 cadaveri di soldati della divisione erano stati riportati in Russia.
Ad aprile la divisione è stata nuovamente schierata al fronte, impiegando tre gruppi tattici di battaglione nei duri scontri nell'area di Izjum, dove le forze russe hanno concentrato numerose unità per cercare di sfondare verso sud. In seguito alla sconfitta delle truppe russe nella parte settentrionale dell'oblast' di Charkiv, a maggio la divisione è stata trasferita nei pressi di Kup"jans'k. A settembre è stata investita dalla controffensiva ucraina nella regione di Charkiv, subendo gravi perdite e venendo costretta a ritirarsi verso est. Nei mesi successivi è rimasta di stanza nell'oblast' di Luhans'k. Nella primavera 2023 sono stati formati il 153º Reggimento corazzato e il 744º Reggimento artiglieria semovente della divisione. Inoltre per ripianare le perdite subite ha integrato il 380º Reggimento fucilieri motorizzato (unità militare 11141), formato a Kursk con personale mobilitato.
Fra giugno e ottobre 2023 il 26º Reggimento ha effettuato numerosi attacchi nel settore fra Svatove e Kup"jans'k in supporto della fanteria russa, senza ottenere successi apprezzabili, subendo in particolare diverse perdite ad opera 66ª Brigata meccanizzata ucraina presso Kyselivka. A gennaio 2024 il 153º Reggimento è riuscito ad occupare il villaggio di Krochmal'ne difeso dalla 103ª Brigata di difesa territoriale. All'inizio di maggio diversi attacchi condotti dal 26º e dal 272º Reggimento della divisione nell'area di Kyselivka sono stati respinti dalla 57ª Brigata motorizzata. A partire dalla seconda metà di maggio la divisione al completo ha preso parte alla rinnovata offensiva russa nella regione di Charkiv, avanzando in direzione di Vovčans'k a prezzo di forti perdite e venendo fermata alle porte della città dalla resistenza ucraina. A metà luglio il 153º Reggimento è stato ritirato dal fronte per essere ricostituito, venendo sostituito dalla 128ª Brigata fucilieri motorizzata. La divisione è stata inoltre rinforzata con il 347º Reggimento fucilieri motorizzato (unità militare 11049), costituito nell'autunno del 2022 a Kostroma con personale mobilitato e schierato nell'area fra Kup"jans'k e Svatove nel corso del 2023.
All'inizio di agosto 2024 il 272º Reggimento della divisione è stato trasferito nell'oblast' di Kursk per contrastare l'offensiva ucraina in territorio russo, dove un battaglione ha subito diverse perdite nel tentativo di contrattaccare in direzione di Sudža. Nei giorni successivi anche il 380º Reggimento è stato schierato nel settore, in particolare nell'area di Korenevo. Ulteriori elementi della divisione, comprendendi anche reparti corazzati e di artiglieria, sono stati trasferiti a est di Sudža nelle settimane seguenti. La divisione è stata inoltre rinforzata dal 155º Reggimento fucilieri motorizzato (unità militare 78987), costituito utilizzando personale della Marina militare, ad esempio proveniente dall'equipaggio della portaerei Admiral Kuznecov. All'inizio di novembre elementi della divisione sono stati nuovamente impiegati in combattimento sul fronte di Kup"jans'k, venendo immessi nel saliente creatosi con la conquista del villaggio di Piščane con lo scopo di raggiungere il fiume Oskol. Il 18 novembre un contrattacco dell'80ª Brigata d'assalto aereo ucraina nei pressi di Sudža ha inflitto diverse perdite al 26º Reggimento della divisione, schierato nell'area a supporto dell'11ª Brigata d'assalto aereo. L'8 gennaio 2025 è stato ucciso in azione un comandante di battaglione del 380º Reggimento della divisione, capitano Aleksandr Čegodaev. Nell'aprile 2025 il 153º Reggimento corazzato e il 272º Reggimento fucilieri motorizzato della divisione sono stati impiegati all'offensiva in direzione di Kup"jans'k, subendo diverse perdite nei pressi di Kyslivka e Tabaïvka.

## Struttura
- Comando di divisione[48]
- 26º Reggimento corazzato "Feodosia" (unità militare 52562)
  - 1º Battaglione corazzato
  - 2º Battaglione corazzato
  - 3º Battaglione corazzato
  - Battaglione fucilieri motorizzato (BMP-2)
  - Battaglione artiglieria semovente (2S1 Gvozdika)
  - Battaglione artiglieria missilistica contraerei
  - Unità di supporto
- 153º Reggimento corazzato "Smolensk" (unità militare 18425)
  - 1º Battaglione corazzato
  - 2º Battaglione corazzato
  - 3º Battaglione corazzato
  - Battaglione fucilieri motorizzato (BMP-2)
  - Battaglione artiglieria semovente (2S1 Gvozdika)
  - Battaglione artiglieria missilistica contraerei
  - Unità di supporto
- 272º Reggimento fucilieri motorizzato (unità militare 36994)
  - 1º Battaglione fucilieri motorizzato
  - 2º Battaglione fucilieri motorizzato
  - 3º Battaglione fucilieri motorizzato
  - Battaglione corazzato
  - Battaglione artiglieria campale
  - Battaglione artiglieria missilistica contraerei
  - Unità di supporto
- 744º Reggimento artiglieria semovente (unità militare 75325)
  - 1º Battaglione artiglieria semovente
  - 2º Battaglione artiglieria semovente
  - Battaglione artiglieria lanciarazzi
  - Unità di supporto
- 375º Battaglione artiglieria controcarri
- 63º Battaglione artiglieria missilistica contraerea (Tor-M2 e Pantsir-S1)
- 7º Battaglione ricognizione (unità militare 71183)
- 51º Battaglione genio
- Battaglione comunicazioni (unità militare 12216)
- 63º Battaglione medico (unità militare 71212)
- 1077º Battaglione logistico
- Compagnia comando
- Compagnia guerra elettronica
- Compagnia UAV
- Compagnia difesa NBC

## Comandanti

### Unione Sovietica
- Colonnello Nikolaj Ivanov (1 aprile 1942 - 21 luglio 1943)
- Maggiore Vasilij Potapov (22 luglio 1943 - 27 settembre 1943)
- Tenente colonnello Pëtr Verevčenko (28 settembre 1943 - 6 febbraio 1944)
- Colonnello Isaj Michajlov (7 febbraio 1944 - 25 novembre 1944)
- Colonnello Michail Zlenko (26 novembre 1944 - 15 dicembre 1944)
- Colonnello Dmitrij Gladnev (16 dicembre 1944 - 24 maggio 1945)
- Tenente colonnello Nikolaj Češuk (25 maggio 1945 - 11 giugno 1945)

### Federazione Russa
- Colonnello Vjačeslav Gurov (30 marzo 2011 - 20 gennaio 2012)
- Colonnello Evgenij Dorošenko (2022 - gennaio 2024)[49]
- Maggior generale Azer Ramazanov (gennaio 2024 - in carica)[50]